# Michal Březina
Michal Březina (Brno, 30 maart 1990) is een Tsjechisch voormalig kunstschaatser. Hij is viervoudig Tsjechisch kampioen bij de senioren en nam deel aan vier edities van de Olympische Winterspelen: 2010, 2014, 2018 en 2022.

## Biografie
Březina, een zoon van een kunstschaatscoach, werd geboren in 1990. Zijn zes jaar jongere zus Eliška Březinová is eveneens een talentvol kunstschaatsster. Březina huwde op 10 juni 2017 met kunstschaatsster Danielle Montalbano.
Hij was aanvankelijk, na de Olympische Spelen in Nagano, geïnteresseerd in ijshockey, maar zijn vader raadde hem aan om eerst schaatslessen te volgen. IJshockey viel echter tegen en na een paar maanden richtte hij zich dan ook volledig op het kunstschaatsen. Hij nam deel aan veertien Europese kampioenschappen, hierbij behaalde hij bij de EK 2013 met de bronzen medaille zijn enige podiumplaats. Aan de wereldkampioenschappen nam hij tien keer deel, op de WK's van 2010 en 2011 behaalde hij met de vierde plaats zijn beste eindklasseringen.
Bij zijn vier deelnames aan de Olympische Winterspelen eindigde hij zowel in 2010 als in 2014 op de 10e plaats, bij de Spelen van 2018 als 16e en bij de spelen Spelen van 2022 als 25e.

## Persoonlijke records
Behaald tijdens ISU-wedstrijden. 
|                     | punten | datum       | toernooi    |
| ------------------- | ------ | ----------- | ----------- |
| Hoogste totaalscore | 257.98 | 04-11-20138 | GP Helsinki |
| Hoogste korte kür   | 093.11 | 03-11-20138 | GP Helsinki |
| Hoogste vrije kür   | 167.32 | 23-03-2019  | WK          |

## Belangrijke resultaten
| Kampioenschap                                                                | 04/05 | 05/06 | 06/07 | 07/08  | 08/09  | 09/10         | 10/11         | 11/12         | 12/13         | 13/14         | 14/15         | 15/16         | 16/17         | 17/18         | 18/19         | 19/20         | 20/21         | 21/22         |
| ---------------------------------------------------------------------------- | ----- | ----- | ----- | ------ | ------ | ------------- | ------------- | ------------- | ------------- | ------------- | ------------- | ------------- | ------------- | ------------- | ------------- | ------------- | ------------- | ------------- |
| Olympische Spelen                                                            |       |       |       |        |        | 10e           |               |               |               | 10e           |               |               |               | 16e           |               |               |               | 25e 8e (team) |
| Wereldkampioenschap                                                          |       |       |       |        |        | 4e            | 4e            | 6e            | 10e           | t.z.t.        | 15e           | 9e            | 18e           | 10e           | 8e            | *             | 19e           |               |
| Europees kampioenschap                                                       |       |       |       | 16e    | 10e    | 4e            | 8e            | 4e            | Brons         | 4e            | 5e            | 10e           | 12e           | 8e            | 7e            | 7e            | *             | 10e           |
| Grand Prix-finale                                                            |       |       |       |        |        |               |               | 6e            |               |               |               |               |               |               | 4e            |               |               |               |
| Nationaal kampioenschap                                                      |       |       |       | Zilver | t.z.t. | Goud          | Zilver        | Zilver        | t.z.t.        | Zilver        | Goud          | Goud          |               |               |               | Goud          |               |               |
| WK junioren                                                                  |       |       | 16e   | 5e     | Zilver | geen deelname | geen deelname | geen deelname | geen deelname | geen deelname | geen deelname | geen deelname | geen deelname | geen deelname | geen deelname | geen deelname | geen deelname | geen deelname |
| Junior Grand Prix-finale                                                     |       |       |       |        | t.z.t. | geen deelname | geen deelname | geen deelname | geen deelname | geen deelname | geen deelname | geen deelname | geen deelname | geen deelname | geen deelname | geen deelname | geen deelname | geen deelname |
| NK junioren                                                                  | Goud  | Goud  | Goud  |        |        | geen deelname | geen deelname | geen deelname | geen deelname | geen deelname | geen deelname | geen deelname | geen deelname | geen deelname | geen deelname | geen deelname | geen deelname | geen deelname |
| t.z.t. = trok zich terug / * Afgelast naar aanleiding van de coronapandemie. |       |       |       |        |        |               |               |               |               |               |               |               |               |               |               |               |               |               |